# Саул бен Анан
Саул бен Анан (іврит: שאול בן ענן) - караїмський єврейський лідер VIII століття. Він був сином і наступником Анана бен Давида. Його стилізують пізніші караїмські насі (принц) і Рош ха-Голах (ексіларх). Діяльність Саула була незначною щодо його більш відомого батька та нащадків. Про нього згадує Соломон бен Єрогам у своєму коментарі до Декалогу як про те, що він також написав коментар до нього. Його особливо цитують за його думку щодо шостої заповіді; а саме, що перелюб включає зв'язок з будь-якою жінкою, яка не є власною дружиною чи наложницею, і не обмежується, як у рабинському праві, зв'язком із дружиною іншого чоловіка. Саул був одним із послідовників Гная Баруха, котрий, як передбачається, керівником пари Езри розпорядився читати Тору в суботу та в святі дні, починаючи з місяця Тішрей і закінчуючи кінцем року.
Саул помер близько 780 р. Він був батьком караїмського насі Йосафата.

## Ресурси
- http://www.jewishencyclopedia.com/view.jsp?artid=276&letter=S&search=Saul%20ben%20Анан Джейкобс, Джозеф та Макс Селігсон . - Сауле. Єврейська енциклопедія . Функ і Ваньяллс, 1901-1906; який містить наступну бібліографію:

- Юліус Фюрст, Геш. des Karäert . i. 61;
- Simchah Pinsker, Liḳḳuṭe Ḳadmoniyyot, с. 44 (Додаток), с.53, 106, 186.